# Oxylides coerulescens
Oxylides coerulescens är en fjärilsart som beskrevs av Schultze och Aurivillius 1910/11. Oxylides coerulescens ingår i släktet Oxylides och familjen juvelvingar. Inga underarter finns listade i Catalogue of Life.